# シカモア・ギャップの木
シカモア・ギャップの木（英語: Sycamore Gap Tree）は、かつてイングランドのノーサンバーランドにあるハドリアヌスの長城に生育していたセイヨウカジカエデの木である。映画『ロビン・フッド』に登場したことからロビン・フッドの木とも呼ばれ、2016年にはイギリスの今年の木に選出された。2023年9月に悪質ないたずらにより伐採された。

## 所在地
イングランド北部にあるノーサンバーランドにあるハドリアヌスの長城の敷地内に生育していた。長城は2世紀にローマ皇帝のハドリアヌスの命令によって建造され、木は長城跡に沿った2つの丘の間に立っていた。

## 歴史
樹種はセイヨウカジカエデの木である。正確な樹齢は分かっていないが、200年から300年であったと推測されている。この場所には多くの木が生えていたと推測されているが、景観の確保など様々な理由でシカモア・ギャップの木を除き伐採されたと推測されている。
ノーサンバーランド国立公園とナショナル・トラストによって共同で管理されていた。この場所には長年にわたり名前が付いていなかったが、調査を行っていた際にナショナル・トラストの職員によってシカモア・ギャップと命名された。
1991年の映画『ロビン・フッド』に登場し、このことから「ロビン・フッドの木」とも呼ばれるようになった。2003年にはテレビ番組の撮影をしていたヘリコプターが木の近くに墜落し、木は損傷を受けた。シカモア・ギャップの木は2016年にイギリスの今年の木に選出された。賞金として1,000ポンドが贈られ、2017年のヨーロッパの「今年の木」のイギリス代表となった。

## 伐採とその後

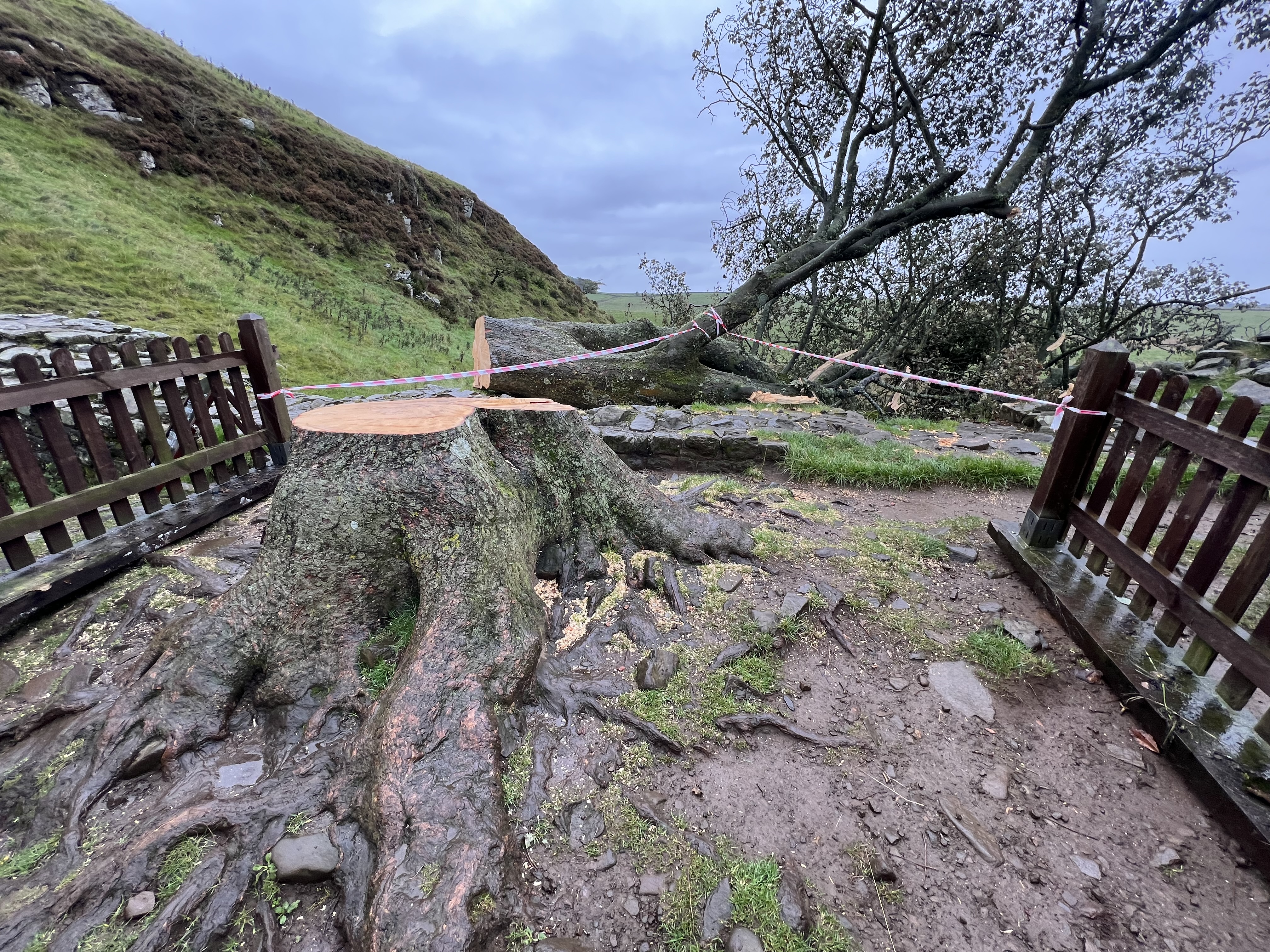
伐採された後のシカモア・ギャップの木

2023年9月28日の早朝に伐採されたが、暴風雨「アグネス」の影響による強風のため、地元の人々は伐採の音に気づかなかったようだ。ノーサンバーランド国立公園管理局は、「故意に伐採された可能性が高い」との見方を示しており、ノーサンブリア警察も木の伐採を「故意による器物損壊行為」としている。木は幹の根元から数十センチ付近をチェーンソーで切られたとみられ、切り口のすぐ下には白い線がスプレーで描かれていた。切断面の状態や使われた道具の鋭さから、警察と公園レンジャーは、相当な技術を持つ人物による犯行と判断している。ノーサンブリア警察は「意図的な破壊行為」の疑いで捜査を進め、同日に16歳の男を逮捕。後に30代の男2人を逮捕した。
2025年5月9日、ニューカッスル刑事法院において器物損壊罪に問われた39歳と32歳の男に対して有罪評決が下され、7月15日にそれぞれ4年3ヶ月の懲役刑を宣告された。二人は動機を語らず、弁護側は酔った勢いであると弁解したが、伐採の模様を録画していたり、そこで「あいつには出来まい」と言っていたことから、判事は度胸試し・スリル目的にやったものとして実刑判決を下した。

## 人気
『ロビン・フッド』に登場したことで広く知られるようになった。木を管理していたノーサンバーランド国立公園は木を「英国で最も撮影されている木の一つ」としていた。木は様々な映画やテレビドラマ、ミュージックビデオなどに登場していた。